# Homeboy
Pour les articles homonymes, voir Homeboy (homonymie).
Pour plus de détails, voir Fiche technique et Distribution.
Homeboy est un film américain réalisé par Michael Seresin, sorti en 1988.

## Synopsis
Johnny Walker (Mickey Rourke) est un cow-boy passionné de boxe. Ses récents combats lui ont causé des dommages cérébraux qui l'obligent à se rendre dans un centre de soins. À son arrivée, il tombe amoureux de Ruby (Debra Feuer), qui a beaucoup en commun avec lui. Johnny considère comme son meilleur ami Wesley Pendergrass (Christopher Walken), qu'il idéalise.
Wesley utilise Johnny pour sa force physique lors d'un cambriolage. Johnny devra choisir entre l'amour de Ruby et son amitié avec Wesley.

## Fiche technique
- Titre : Homeboy
- Réalisation : Michael Seresin
- Scénario : Mickey Rourke
- Production : Jayne Kachmer, Elliott Kastner et Alan Marshall
- Société de production : Twentieth Century Fox
- Musique : Eric Clapton et Michael Kamen
- Photographie : Gale Tattersall (en)
- Montage : Ray Lovejoy
- Décors : Brian Morris
- Costumes : Richard Shissler
- Pays d'origine : États-Unis
- Langue : anglais
- Format : Couleurs - 1,85:1 - Dolby - 35 mm
- Genre : Drame
- Durée : 115 minutes
- Date de sortie : 24 août 1988 (France)

## Distribution
- Mickey Rourke (VF : Michel Vigné) : Johnny Walker
- Christopher Walken (VF : Jean-Louis Faure) : Wesley Pendergass
- Debra Feuer : Ruby
- Thomas Quinn : Lou
- Kevin Conway : Grazziano
- Antony Alda : Ray
- Jon Polito : Moe Fingers
- Bill Slayton : Bill
- David Albert Taylor : Cannonball
- Matthew Lewis : Cotten
- Joseph Ragno : l'entraîneur de Cotten
- Willy DeVille : le garde du corps de Moe
- Rubén Blades : le docteur
- Sam Gray : le barbier
- Dondre Whitfield : Billy Harrison

## Autour du film
- À noter, la présence de l'acteur Stephen Baldwin, alors inconnu, dans son tout premier rôle au cinéma. Ce dernier interprétant l'un des deux alcooliques du Luna Park.

## Commentaire
Ce film est remarquable pour la prestation de Christopher Walken en promoteur et ami véreux qui encourage Mickey à se battre, bien que celui-ci risque sa vie du fait d'un coup mal placé et plus tard dans la réalisation du cambriolage.

## Bande originale
- Call Me If You Need Me, interprété par Magic Sam
- I Want to Love You Baby, interprété par Peggy Scott et Jo Jo Benson
- Pretty Baby, interprété par J.B. Hutto & The New Hawks
- Living in the Real World, interprété par The Breaks
- Mercy, interprété par Steve Jones
- Fine and Dandy